# Phesates
Phesates – rodzaj chrząszczy z rodziny kózkowatych i podrodziny zgrzypikowych. 

## Zasięg występowania
Przedstawiciele tego rodzaju występują w Azji Południowo-Wschodniej.

## Systematyka
Do Phesates należą4 gatunki:
- Phesates ferrugatus,
- Phesates lasius,
- Phesates palpalis,
- Phesates uniformis.